# ElgooG
elgooG – mirror wyszukiwarki internetowej Google.
Podobnie do Pimp my search, elgooG w sposób humorystyczny nawiązuje do Google, prezentując użytkownikowi parodię tej wyszukiwarki (jej literowe odbicie lustrzane). ElgooG pobiera logo Google i odwraca je w poziomie, przedstawiając nazwę „Google” od prawej do lewej. W zależności od używanej przeglądarki wpisywana treść w polu wyszukiwania oraz wyniki tego wyszukiwania także prezentowane są od prawej do lewej.
Choć sama strona internetowa jest zaprojektowana jako dowcip, istnieje od 2000 roku, a nawet jest stale aktualizowana, by nie odbiegała od Google. Wyniki zapytania są zwracane przez silnik Google, a następnie odwracane przy użyciu Pythona.
Na stronie elgooG widoczne są przyciski „hcraeS elgooG” oraz „ykcuL gnileeF m’I”, które są odpowiednikami „Szukaj w Google” (ang. „Google Search”) i „Szczęśliwy traf” (ang. „I’m Feeling Lucky”).

## elgooG i Chiny
W 2002 roku rząd chiński nakazał blokowanie wyszukiwarki Google. Natomiast serwis New Scientist donosił, że elgooG nie była blokowana i w ten sposób Chińczycy mogli wyszukiwać za pomocą silnika Google. Dlatego też Chiny zdecydowały, że umożliwią swoim internautom dostęp do Google, lecz ta musi cenzurować swoje wyniki wyszukiwania.